# Wolfgang Stark
Wolfgang Stark (ur. 20 listopada 1969 w Landshut) – niemiecki sędzia piłkarski, międzynarodowy (licencja FIFA od 1999).
Prowadzi mecze w Bundeslidze od 1996. Sędziuje mecze Pucharu UEFA oraz Ligi Mistrzów. Prowadził mecze Polska - Portugalia w 2006 (wynik 2-1), Polska - Czechy w 2008 (wynik 2-1) oraz Polska - Rosja w 2012 (wynik 1-1). W 2007 roku nominowany do prowadzenia meczów podczas odbywających się w Kanadzie Mistrzostw Świata do lat 20.
Był jednym z dwunastu arbitrów wyznaczonych przez UEFA do prowadzenia meczów podczas EURO 2012. Prowadził mecz Polska - Rosja.